# Exeter (Rhode Island)
Pour les articles homonymes, voir Exeter (homonymie).
Exeter est une ville de l’État de Rhode Island aux États-Unis. Selon le recensement de 2010, Exeter compte 6 425 habitants.

## Histoire
Exeter est fondée en 1641 sur des vacant lands, achetées aux Narragansetts. La cohabitation avec les Amérindiens fut problématique jusqu'au massacre des Narragansetts à la fin du XVIIe siècle. La ville compte un millier d'habitants en 1740. Exeter est incorporée en 1742.

## Villages
Exeter comprend plusieurs villages sur son territoire : 
- Arcadia
- Austin
- Black Plain
- Fisherville
- Lewis City
- Liberty
- Millville